# Chris Difford
Christopher Henry "Chris" Difford, född 4 november 1954 i Greenwich i Storbritannien, är en brittisk sångare, musiker, låtskrivare och musikproducent. 
Difford har varit medlem i musikgrupperna Squeeze och Difford & Tilbrook, den senare tillsammans med låtskrivarpartnern Glenn Tilbrook.

## Diskografi

### Solo
Studioalbum
- 2002 – I Didn't Get Where I Am
- 2006 – South East Side Story
- 2008 – The Last Temptation Of Chris
- 2010 – Cashmere If You Can
- 2016 – Fancy Pants (med Boo Hewerdine)
- 2017 – Let’s Be Combe Avenue (Demos, 1972)
- 2018 – Pants

Singlar
- 2002 – "Cowboys Are My Weakness"